# Vande Mataram
Vande Mataram (Escritura bengalí: বন্দে মাতরম্, Devanagari: वन्दे मातरम्, español: Yo te alabo, Madre) es un poema considerado junto con Jana Gana Mana el himno oficial de la India. Su letra fue tomada de la novela de finales del Siglo XIX del novelista Bankim Chandra Chatterji, titulada Anandamath, del año 1882, Los dos primeros versos de la canción fueron adoptados como Canción Nacional de India en octubre de 1937 por el Congress Working Committee antes de que finalizara el gobierno colonial en agosto de 1947. La canción remite a un nacionalismo de corte hindú.